# Гранатометник

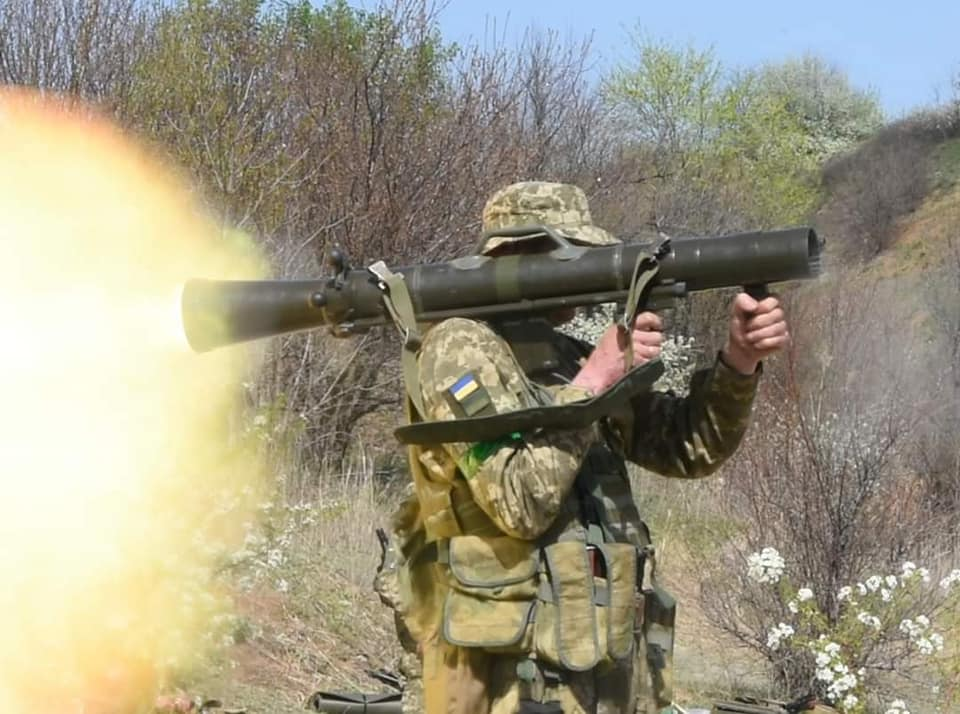
Гранатометник ЗСУ виконує постріл з гранатомету Карл Густав

Гранатоме́тник  — військовослужбовець в групах, секціях, обслугах і відділеннях піхотних, механізованих, мотострілецьких, мотопіхотних, повітряно-десантних, аеромобільних та інших родів військ підрозділах, якому належить важлива роль в посиленні вогневої потужності підрозділу. Озброєний гранатометом, запасом реактивних гранат і гранат з кумулятивними зарядами, він веде вогонь на ураження наземних цілей, броньованих засобів противника і придушення його вогневих точок.
Гранатометник зобов'язаний: — знати свою зброю та її бойові можливості, тримати її у справному стані і уміти вести з неї влучний вогонь, спостерігати за результатами вогню і вміло коректувати його; — безупинно спостерігати за полем бою і сусідами та доповідати командиру відділення про виявлені цілі, за командою командира або самостійно знищувати їх вогнем; — вміти користуватися приладами і механізмами, розташованими у десантному відділенні бойової машини; — допомагати навіднику-оператору в підготовці та укладанні боєприпасів і технічному обслуговуванні озброєння, механіку-водію — у проведенні технічного обслуговування і ремонту бойової машини.